# V dobré společnosti
V dobré společnosti (anglicky In Good Company) je americká filmová romanticko-dramatická rodinná komedie
společnosti Universal Pictures z roku 2004 režiséra Paula Weitze s Dennisem Quaidem a Topherem Gracem v hlavní roli. Další výrazné role ztvárnili Marg Helgenberger, Scarlett Johansson, Clark Gregg a Selma Blairová.

## Obsazení
- Dennis Quaid – Dan Foreman
- Topher Grace – Carter Duryea
- Scarlett Johansson – Alex Foreman
- Marg Helgenberger – Ann Foreman
- Clark Gregg – Mark Steckle
- David Paymer – Morty Wexler
- Selma Blairová – Kimberly
- Ty Burrell – Enrique Colon
- Frankie Faison – Corwin
- Philip Baker Hall – Eugene Kalb
- Lauren Tom
- Colleen Camp
- Zena Grey – Jana Foreman
- John Cho – Petey
- Malcolm McDowell – Teddy K – Globecom CEO